# Jan van Steenbergen
Johannes Hendrik van Steenbergen, detto Jan (Hoorn, 3 giugno 1970), è un linguista, giornalista, traduttore interprete olandese.
È noto per essere l'autore di diverse lingue ausiliare, in particolare dell'interslavo e del venedico.

## Biografia
È nato a Hoorn, dove ha trascorso gran parte della sua infanzia. Nel 1988 è diventato uno studente presso l'Università di Amsterdam, dove si è laureato in Studi dell'Europa orientale con importanti argomenti in Slavistica e musicologia. Ha continuato i suoi studi in Polonia all'Università di Varsavia e ha lavorato al festival autunnale di Varsavia per la musica contemporanea. Nel 1997 è diventato traduttore e interprete polacco nei Paesi Bassi.
Nel 1996, ha iniziato a lavorare su una lingua slava del nord artificiale, Vuozgašchai (Vozgian), e nel 2002 ha creato un'altra lingua, venedico, una ricostruzione di come sarebbe stato il polacco se fosse stato influenzato dal latino volgare. Nel 2006 è stato uno dei promotori della lingua pan-slava Slovianski (in seguito ribattezzata Interslavo), nonché coordinatore di un progetto per la creazione di un dizionario elettronico interslavo. Nel novembre 2013 gli è stata conferita la medaglia Josef Dobrovský per il suo "contributo alla cultura e alla scienza slava". Nel 2018 ha anche ricevuto la medaglia "The Living Word" della Fondazione Chovanskij.

## Vita privata
Van Steenbergen vive a IJmuiden. È sposato ed ha tre bambini.